# Tommaso Marani

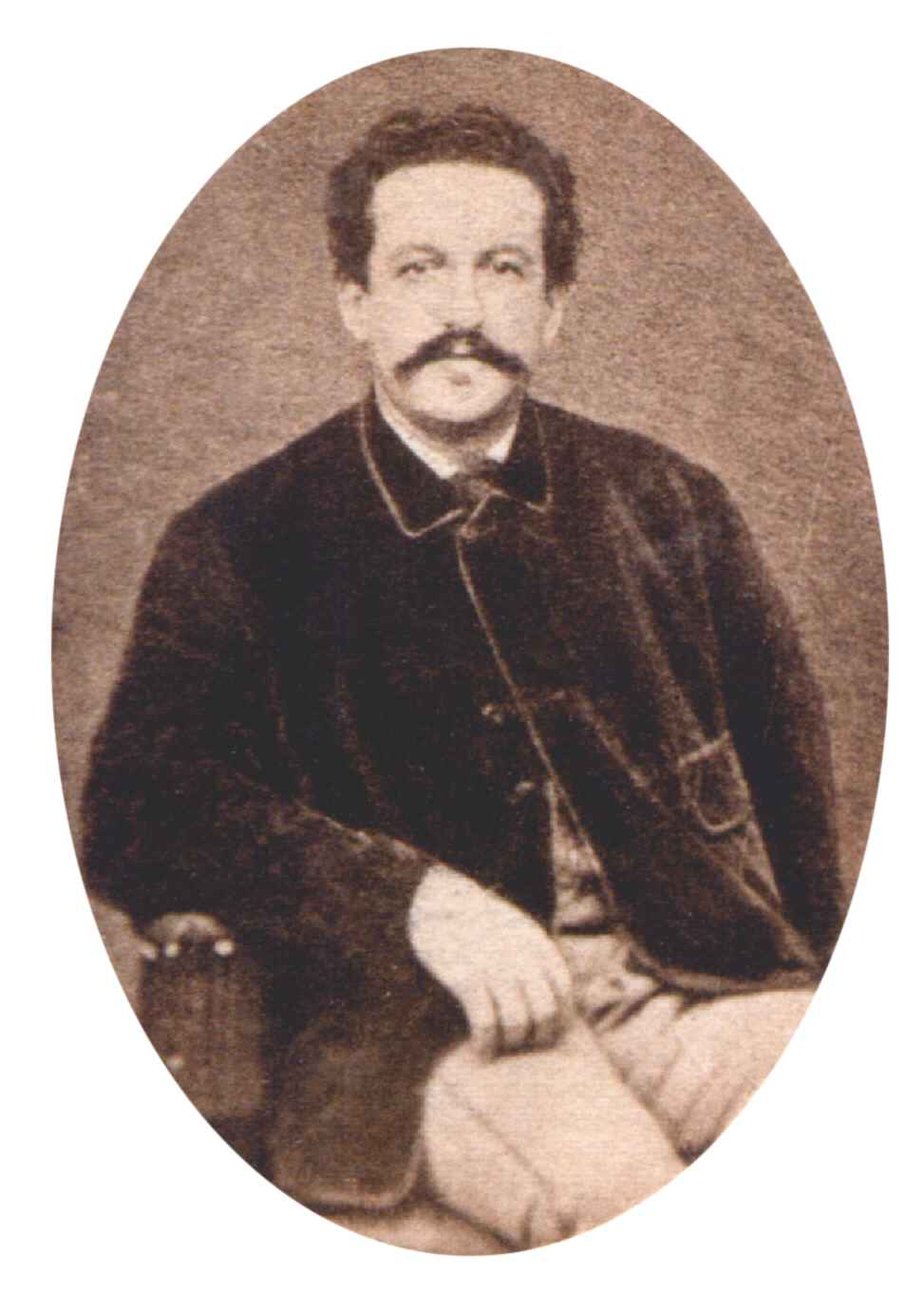
Tommaso Marani

Tommaso Marani (Brenzone, 24 dicembre 1832 – Adria, 25 marzo 1880) è stato un patriota italiano.

## Biografia
Nacque a Castello di Brenzone il 24 dicembre del 1832. Nel 1848 si arruolò come volontario alla difesa di Venezia con altri ex volontari adriesi quali Bortolo Lupati, Gaetano Zen, don Sante Businaro, Alfonso Turri e Angelo Scarsellini noto per aver progettato un attentato a Francesco Giuseppe I d'Asburgo in occasione di una sua visita a Venezia.
Nel 1856 fu decorato con una medaglia al Valor civile dalla deputazione provinciale di Rovigo. Nel 1859 dopo aver salvato Giuseppe Faccioli, con il quale era stato condannato a morte dal governo austriaco per reato politico, si portò a Ferrara con il distaccamento di gendarmeria da lui comandato. Fu dichiarato benemerito dal comitato di emigrazione.
Nel 1860 partecipò alla campagna nell'Italia meridionale e il 1º settembre fu nominato luogotenente del 3º Reggimento di Luigi Bossi della brigata di Gaetano Sacchi. A firmare il decreto dittatoriale di nomina fu Enrico Cosenz, un quarantenne nativo di Gaeta, che era stato nominato ministro della guerra da Giuseppe Garibaldi, subito dopo la presa di Napoli il 7 settembre 1860. Fresco di nomina Marani partecipò agli scontri di Capua del 19 settembre rimanendo gravemente ferito al braccio sinistro.

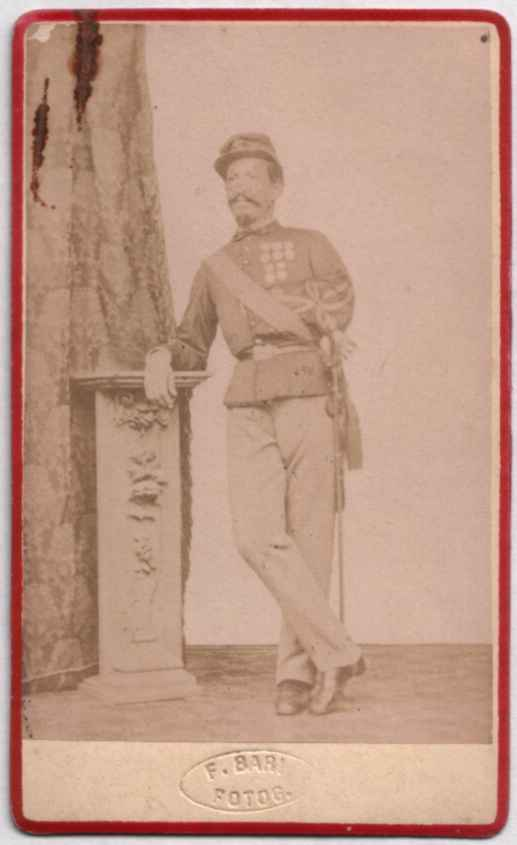
Il capitano Tommaso Marani nel 1866

Il fatto è pure narrato da Cesare Abba nel suo famoso scritto Da Quarto al Volturno scrive: “Appunto in quel momento s'udì gridare dalla nostra destra: Egli è qui, egli viene, il Dittatore, il Generale! - E apparve dalla parte di Sant' Angelo Garibaldi bello e raggiante. Noi sotto i suoi occhi, fummo fatti piegar a sinistra, per rintuzzare un nuovo assalto di borbonici usciti freschi da Capua. Piombammo sul fianco di quella colonna, una cosa che mi parve un lampo, e quella sparì. Ma ne caddero dei nostri! Il capitano Marani di Adria giaceva là tra gli altri con un braccio spezzato; bel biondo, chi sa come rimarrà mutilato!”.
Fu un brutto momento per le armi garibaldine che due giorni dopo a Caiazzo furono sconfitte da Giosuè Ritucci, un fedelissimo generale di Francesco II di Borbone. Il successivo 2 novembre, quando ormai era fuori pericolo per la perdita del braccio sinistro, ed il Regno delle due Sicilie era passato a Casa Savoia con l'incontro di Teano del 26 ottobre, Marani fu nominato capitano “per valore”. Rimpatriato, il 12 giugno 1861 fu decorato al valore per essersi distinto nell'assalto a Capua e il 31 luglio del 1862 gli fu decretata la pensione.
Allo scoppio della terza guerra di indipendenza del 1866 “ancorché mutilato, ritorna sotto le armi”, e fu nominato capitano del 2º Reggimento Volontari Italiani. Nella Battaglia di Ponte Caffaro e nella Battaglia di Pieve di Ledro si coprì di gloria tanto da meritarsi una medaglia d'argento al valor militare. Le cronache riportano che “seppe guidare oltre il fiume, all'attacco i suoi soldati inseguendo il nemico colla bajonetta alle reni”. Ma con l'Obbedisco garibaldino di Bezzecca la guerra delle “Sette Settimane” terminava e il Marani, avvilito, smobilitava. L'anno dopo faceva parte dei 4 652 volontari di Garibaldi intenzionati a sollevare Roma dopo la fallita impresa dei fratelli Cairoli a Villa Glori.
Il generale Menotti Garibaldi nominò il Marani al grado di maggiore comandante l'8º battaglione della 3ª colonna volontari, per essersi distinto nella battaglia di Mentana e a Monterotondo. Marani si distinse ancora una volta per coraggio e capacità anche se l'impresa fu sfortunata a causa dei nuovi fucili francesi “Chassepots”, che fecero scempio della volontà garibaldina: 150 morti, 240 feriti e 900 prigionieri. Nel 1867 la giunta provinciale del governo di Roma lo dichiarò benemerito alla Patria. Sarà l'ultimo suo alloro.
Il 25 marzo 1880 morì ad Adria, a soli 46 anni d'età, a causa dei postumi dell'operazione al troncone mutilato. Il Comune di Adria decretò i funerali a carico dell'amministrazione, il concorso dei cittadini fu imponente e vent'anni dopo gli fu intitolata una strada cittadina.
Nel 1925, i figli Virgilio, Anna e Antonietta, e il nipote materno Antonio Ortore, fondatore dell'Opera Nazionale “Borse di Premio” della “Società Dante Alighieri” gli intitolarono una perpetua borsa di premio.